# Bayerischer Staatsrat
Der Bayerische Staatsrat war ein Beratungsgremium der Könige von Bayern. Seine Mitglieder waren Staatsräte. Ab 1918 war Staatsrat ein Ehrentitel für höchste Ministerialbeamte. Seit 2010 ist Staatsrat der Titel des Amtschefs der Bayerischen Staatskanzlei und ranghöchstem bayerischen Ministerialbeamten. 

## Königreich Bayern
Maximilian I. Joseph bildete den Staatsrat am 3. Mai 1817. Bis zum Ende der Monarchie diente er Bayerns Königen als beratendes Gremium. Richterliche Kompetenzen in Verwaltungsstreitverfahren verloren ab 1879 an Bedeutung. Der Bayerische Staatsrat war an der Beendigung der Regentschaft von Ludwig III. (1913) beteiligt. Seine letzte Rolle spielte er zu Beginn der Novemberrevolution, als die Parlamentarisierung des bayerischen Regierungssystems erörtert wurde.
Nach der königlichen Verordnung vom 3. August 1879 bestand der Staatsrat aus Staatsräten im ordentlichen Dienst und Staatsräten im außerordentlichen Dienst. Staatsräte im ordentlichen Dienst waren:
- der (volljährige) Kronprinz
- vom König berufene nachgeborene Prinzen
- die Minister
- eine mindestens der Zahl der Minister gleichkommende Anzahl von höheren Beamten, Militärs oder sonstigen Persönlichkeiten.

Die ernannten Staatsräte erhielten keine Besoldung und konnten in den außerordentlichen Dienst berufen werden. Zuletzt saßen im Staatsrat die sieben Staatsminister (Äußeres, Inneres, Kultus, Justiz, Militär, Finanzen, Verkehrsangelegenheiten) und zehn „besonders ernannte“ Staatsräte im ordentlichen Dienst; das waren die sieben Ministerialdirektoren, ein Beamter aus dem Finanzministerium (Franz von Krenner, Paul von Merkel), ein Generaldirektionsrat der Königlich Bayerischen Staatseisenbahnen (Heinrich von Endres) und ein aktiver General (Paul von Kneußl).

## Freistaat Bayern
Nach der Revolution blieb die Bezeichnung Staatsrat den führenden Beamten der Ministerien vorbehalten. Bereits das Kabinett Eisner hatte die nichtbeamteten politischen Staatsräte eingeführt, die seit der Bamberger Verfassung von 1919 Staatssekretäre hießen. Sie waren politische Stellvertreter der Minister mit Sitz und Stimme im Ministerrat. Der Titel Staatsrat wurde für Staatsminister und Staatsräte im außerordentlichen Dienst nicht mehr verwendet. Erhalten blieb er in der neuen Bezeichnung mit „Titel und Rang eines Staatsrats“ in gewissem Sinne weiter. Diesen Titel erhielten einige verdiente Beamte (Josef von Graßmann, Anton Hauptmann) und manche stellvertretende Bevollmächtigte beim Reichsrat.
Die bei Ende der Monarchie im Amt befindlichen Staatsräte im ordentlichen Dienst verblieben, sofern sie als Vertreter der Minister fungierten, bis zu ihrem Ausscheiden in ihrer Stellung. Neue Staatsräte ernannte fortan das Gesamtministerium. Als Berufsbeamte standen sie an der Spitze der Besoldungsordnung. Als das Kabinett Held II im Sommer 1930 zurücktrat und noch bis zur Reichstagswahl März 1933 geschäftsführend amtierte, oblag den Staatsräten im Staatsministerium der Finanzen (Karl von Deybeck, Fritz Schäffer) zugleich die Leitung des Ministeriums; denn ein neuer Minister konnte nicht berufen werden. Nach der Geschäftsordnung für die Staatsministerien (1932) hatte der Staatsrat den Minister bei Verhinderung zu vertreten und den gesamten Geschäftsbetrieb zu überwachen.
In der Zeit des Nationalsozialismus kam die Amtsbezeichnung Staatsrat außer Gebrauch. In der Nachkriegszeit in Deutschland führten die leitenden, den Minister vertretenden Beamten der Staatsministerien wieder den Titel Staatsrat, bis die Verfassung des Freistaates Bayern erneut Staatssekretäre vorsah. 2015 wurde unter Horst Seehofer wieder das Amt des Staatsrates bzw. der Staatsrätin für Karolina Gernbauer, Amtschefin der Staatskanzlei, geschaffen.